# アニョーネ
アニョーネ（イタリア語: Agnone）は、イタリア共和国モリーゼ州イゼルニア県にある、人口約5,000人の基礎自治体（コムーネ）。

## 地理

### 位置・広がり
イゼルニア県北東部のコムーネである。

#### 隣接コムーネ
隣接するコムーネは以下の通り。括弧内のCHはキエーティ県所属を示す。
- ベルモンテ・デル・サンニオ
- カプラコッタ
- カロヴィッリ
- カステルヴェッリーノ
- カスティリオーネ・メッセール・マリーノ (CH)
- ペスコランチャーノ
- ペスコペンナターロ
- ピエトラッボンダンテ
- ポッジョ・サンニータ
- ロゼッロ (CH)
- スキアーヴィ・ディ・アブルッツォ (CH)
- ヴァストジラルディ

## 行政

### 分離集落
アニョーネには、以下の分離集落（フラツィオーネ）がある。
- Fontesambuco, Villacanale,Montagna,Rigaini, Marzovecchio, Monte S.Onofrio